# Айола (Канзас)
Айола (англ. Iola) — місто (англ. city) в США, в окрузі Аллен штату Канзас. Населення — 5396 осіб (2020).

## Географія
Айола розташована за координатами 37°55′39″ пн. ш. 95°24′2″ зх. д. / 37.92750° пн. ш. 95.40056° зх. д. (37.927427, -95.400669).  За даними Бюро перепису населення США в 2010 році місто мало площу 12,43 км², з яких 11,75 км² — суходіл та 0,69 км² — водойми.

## Демографія
Згідно з переписом 2010 року, у місті мешкали 5704 особи в 2357 домогосподарствах у складі 1418 родин. Густота населення становила 459 осіб/км².  Було 2636 помешкань (212/км²).
Расовий склад населення:
| - 91,4 % — білих - 3,3 % — чорних або афроамериканців - 0,8 % — корінних американців - 0,6 % — азіатів |

До двох чи більше рас належало 3,2 %. Частка іспаномовних становила 3,1 % від усіх жителів.
За віковим діапазоном населення розподілялося таким чином: 23,6 % — особи молодші 18 років, 59,2 % — особи у віці 18—64 років, 17,2 % — особи у віці 65 років та старші. Медіана віку мешканця становила 36,0 року. На 100 осіб жіночої статі у місті припадало 91,9 чоловіків;  на 100 жінок у віці від 18 років та старших — 88,1 чоловіків також старших 18 років.
Середній дохід на одне домашнє господарство  становив 43 071 долар США (медіана — 29 935), а середній дохід на одну сім'ю — 55 548 доларів (медіана — 42 772). Медіана доходів становила 41 250 доларів для чоловіків та 31 165 доларів для жінок. За межею бідності перебувало 26,9 % осіб, у тому числі 32,5 % дітей у віці до 18 років та 18,8 % осіб у віці 65 років та старших.
Цивільне працевлаштоване населення становило 2359 осіб. Основні галузі зайнятості: освіта, охорона здоров'я та соціальна допомога — 29,0 %, виробництво — 15,1 %, роздрібна торгівля — 12,6 %.